# Myotis nipalensis
Myotis nipalensis là một loài động vật có vú trong họ Dơi muỗi, bộ Dơi. Loài này được Dobson mô tả năm 1871.